# Мурінгспорт (Луїзіана)
Мурінгспорт (англ. Mooringsport) — місто (англ. town) в США, в окрузі Каддо штату Луїзіана. Населення — 748 осіб (2020).

## Географія
Мурінгспорт розташований за координатами 32°40′46″ пн. ш. 93°57′37″ зх. д. / 32.67944° пн. ш. 93.96028° зх. д. (32.679359, -93.960152).  За даними Бюро перепису населення США в 2010 році місто мало площу 3,04 км², з яких 3,01 км² — суходіл та 0,03 км² — водойми.

## Демографія
Згідно з переписом 2010 року, у місті мешкали 793 особи в 330 домогосподарствах у складі 216 родин. Густота населення становила 261 особа/км².  Було 376 помешкань (124/км²).
Расовий склад населення:
| - 83,7 % — білих - 12,6 % — чорних або афроамериканців - 0,9 % — вихідців з тихоокеанських островів - 0,5 % — корінних американців |

До двох чи більше рас належало 1,9 %. Частка іспаномовних становила 0,9 % від усіх жителів.
За віковим діапазоном населення розподілялося таким чином: 25,5 % — особи молодші 18 років, 57,7 % — особи у віці 18—64 років, 16,8 % — особи у віці 65 років та старші. Медіана віку мешканця становила 37,1 року. На 100 осіб жіночої статі у місті припадало 87,0 чоловіків;  на 100 жінок у віці від 18 років та старших — 82,4 чоловіків також старших 18 років.
Середній дохід на одне домашнє господарство  становив 39 079 доларів США (медіана — 28 869), а середній дохід на одну сім'ю — 44 130 доларів (медіана — 36 250). Медіана доходів становила 48 750 доларів для чоловіків та 30 625 доларів для жінок. За межею бідності перебувало 25,9 % осіб, у тому числі 48,6 % дітей у віці до 18 років та 7,2 % осіб у віці 65 років та старших.
Цивільне працевлаштоване населення становило 252 особи. Основні галузі зайнятості: роздрібна торгівля — 19,0 %, освіта, охорона здоров'я та соціальна допомога — 13,9 %, сільське господарство, лісництво, риболовля — 10,7 %, транспорт — 9,9 %.